# Terra morente (genere)

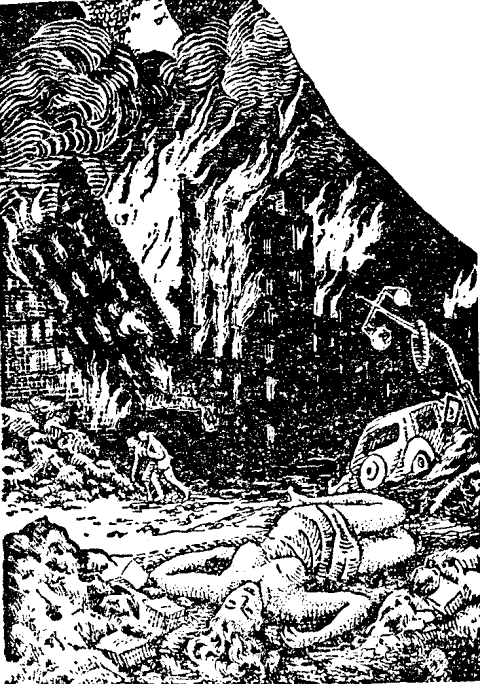
Illustrazione per il racconto breve Regeneration di Charles Dye e Katherine MacLean da Future Combined with Science Fiction Stories, settembre 1951.

La Terra morente è un genere della fantascienza che si svolge in un lontano futuro al termine della vita sulla Terra o alla fine del tempo, quando le leggi stesse dell'universo iniziano a fallire. Dominano temi come la stanchezza del mondo, l'innocenza (tradita o altro), idealismo, entropia, esaurimento permanente di tutte le risorse e la speranza di rinnovo.
Il genere prende il nome dal titolo originale della raccolta di racconti di Jack Vance Il crepuscolo della Terra, pubblicato in inglese come Dying Earth.

## Genere
Il genere della Terra morente si differenzia da quello apocalittico e post apocalittico nel fatto che non tratta di una distruzione catastrofica, ma piuttosto dell'esaurimento entropico della Terra.
Alcune opere del Romanticismo sono precursori del genere. Le Dernier Homme (1805) di Jean-Baptiste Cousin de Grainville racconta la storia di Omegarus, l'ultimo uomo sulla Terra. È una visione tetra del futuro in cui la Terra è diventata completamente sterile. In seguito all'esplosione del vulcano Tambora (e in misura minore a quella di altri vulcani) il 1816 fu un anno terribilmente freddo, il cosiddetto anno senza estate, e Lord Byron ne fu ispirato a scrivere Darkness (1816) dove mostra una Terra dopo la morte del Sole. Un altro primo esempio è La fine del mondo (La Fin du monde, 1894) di Camille Flammarion. La prima metà del romanzo tratta di una cometa in rotta di collisione con la terra nel XXV secolo. La seconda metà si concentra sulla storia futura della Terra, in cui le civilizzazioni sorgono e cadono, gli umani si evolvono e infine la Terra finisce con un vecchio, morente e spoglio pianeta.
Nel romanzo di H. G. Wells La macchina del tempo (The Time Machine, 1895) il protagonista viaggia nel futuro remoto, in un'epoca in cui solo pochi esseri viventi rimangono su una Terra morente. Due opere pensierose di William Hope Hodgson elaborano la versione di Wells. La casa sull'abisso (The House on the Borderland, 1908) si svolge in una casa assediata da forze aliene. Una forza non identificata spinge la coscienza del narratore in un futuro remoto nel quale l'umanità si è estinta e poi ancora più nel futuro oltre la morte della Terra. Il secondo La terra dell'eterna notte (The Night Land, 1912) descrive un'epoca, milioni di anni nel futuro, in cui il Sole e tutte le stelle si sono spente e gli ultimi umani sono raccolti all'interno di una gigantesca piramide metallica (probabilmente la prima arcologia della letteratura) sotto assedio da forze sconosciute e poteri nati nell'oscurità.
Il romanzo La morte della Terra (La Mort de la Terre, 1910) di J. H. Rosny aîné, uno dei primi autori di fantascienza francesi, tratta dell'ultima e dispersa generazione di un'umanità su una Terra desertica e il suo incontro con un nuovo tipo di vita minerale-metallica. In certi sensi un'inversione del suo primo racconto, scritto con i fratello J.-H. Rosny jeune, Gli Xipéhuz (Les Xipéhuz, 1887) nel quale gli esseri umani del 6000 a.C. incontrano e lottano contro una forma di vita minerale, completamente aliena. Così descrive in La morte delle Terra il panorama:
(J. H. Rosny aîné, La Mort de la Terre)
Sebbene non siano tecnicamente ambientate su una Terra morente, molte delle storie di inizio anni 1920 ambientate su Marte, principalmente quelle del Ciclo di Barsoom di Edgar Rice Burroughs e i lavori influenzati da questo, come le storie su Eric John Stark di Leigh Brackett e le serie di C. L. Moore su Northwest Smith, condividono molte somiglianze con questo genere. In queste storie le civilizzazioni antiche ed esotiche dei marziani sono cadute in un declino silenzioso, ravvivato dalla presenza di avversari demoniaci delle epoche passate.
Dagli anni 1930 in avanti Clark Ashton Smith scrisse una serie di storie ambientate in Zothique, l'ultimo continente della Terra. Smith scrisse in una lettera a L. Sprague de Camp:
(Lettera a L. Sprague de Camp, 3 novembre 1953)
John W. Campbell tratta il tema nello stile delle riviste pulp nei due racconti collegati Crepuscolo (Twilight, 1934) e Notte (Night, 1935).
Jack Vance scrisse la collezione di racconti Il crepuscolo della Terra (The Dying Earth, 1950), punto di inizio del Ciclo della Terra morente, mentre serviva come marinaio nella marina mercantile. Riprese il ciclo quindici anni più tardi, aggiungendo le storie di Cugel l'Astuto e di Rhialto il Meraviglioso. Benché questa raccolta abbia dato il suo nome al genere della Terra morente, l'atmosfera non ha i tipici toni disperati che caratterizzano il genere, ma è più uno sfondo alle avventure picaresche dei protagonisti e alla descrizioni dei luoghi strani ed esotici che visitano.
Nel 2009 molti autori omaggiarono il ciclo della Terra morente di Jack Vance con la raccolta di racconti Storie dal crepuscolo di un mondo (Songs of the Dying Earth), a cura di George R. R. Martin e Gardner Dozois, scritti nello stile vanciano e che ne riprende l'ambientazione e i personaggi.
Tra i principali eredi del genere ci sono Gene Wolfe con il suo L'ombra del torturatore (The Shadow of the Torturer, 1980) e Paul Park con The Starbridge Chronicles, sebbene quest'ultimo si svolga su un altro pianeta.
L'ambientazione di Dungeons & Dragons Dark Sun, pubblicata a partire dal 1990, è ambientata sul pianeta fantastico di Athas, che mostra molti tratti tipici del genere della Terra Morente. Su questo pianeta sono inoltre ambientati i cinque romanzi della Pentalogia del Prisma (1991-1993) di Troy Denning. 
La prima trilogia di Mistborn (composta da L'Ultimo Impero, Il Pozzo dell'Ascensione e Il Campione delle Ere), scritta dal 2006 al 2008 da Brandon Sanderson, mostra molti tratti tipici del genere della Terra Morente. Il ciclo è ambientato sul pianeta immaginario di Scadrial, invivibile per l'eccessiva vicinanza al suo sole ad eccezione delle zone attorno ai poli; la zona abitabile a nord, sede dell'Ultimo Impero, è mantenuta ad una temperatura vivibile da costanti piogge di cenere provenienti da una catena di vulcani, i Monti Cenere. 